# 岩野町
岩野町（いわのちょう）は、愛知県春日井市にある地名。現行行政地名は岩野町1丁目及び岩野町2丁目と岩野町（丁目設定なし）。

## 地理
春日井市西部に位置する。北東は鷹来町、東は南下原町、西は大手町、南は大手田酉町、北は町屋町に接する。

## 歴史

### 沿革
- 1948年（昭和23年） - 春日井市大手池新田・田楽の各一部により、同市岩野町として成立[1]。
- 1972年・1977年（昭和47年・52年） - 大手町・町屋町との境界変更を実施[1]。
- 1996年（平成8年） - 大手町との境界変更(ミニストップ春日井大手町店付近はこの時に岩野町から大手町に変更している)、南下原町の西側(愛知県道25号春日井一宮線を境界としてナフコ不二屋岩野店付近)及び町屋町字黒福の一部を編入と同時に最南部の旧岩野町字清明池の一部を大手田酉町2丁目に編入、旧岩野町字焼田の一部を大手田酉町3丁目に編入することにより現在の岩野町1丁目、2丁目が形成される。
- 2016年（平成28年） - 岩野町字菅廻間の一部（セブン-イレブン春日井総合体育館前店付近）を新設された南下原町2丁目に編入。

## 世帯数と人口
2019年（平成31年）4月1日現在の世帯数と人口は以下の通りである。
| 丁目        | 世帯数  | 人口    |
| ----------- | ------- | ------- |
| 岩野町1丁目 | 292世帯 | 729人   |
| 岩野町2丁目 | 372世帯 | 898人   |
| 計          | 664世帯 | 1,627人 |

### 人口の変遷
国勢調査による人口の推移
| 2000年（平成12年） | 1,192人 | [ 7 ]  |  |
| 2005年（平成17年） | 1,364人 | [ 8 ]  |  |
| 2010年（平成22年） | 1,551人 | [ 9 ]  |  |
| 2015年（平成27年） | 1,561人 | [ 10 ] |  |

## 学区
市立小・中学校に通う場合、学区は以下の通りとなる。また、公立高等学校に通う場合の学区は以下の通りとなる。
| 町丁・丁目  | 番・番地等 | 小学校               | 中学校               | 高等学校 |
| ----------- | ---------- | -------------------- | -------------------- | -------- |
| 岩野町      | 全域       | 春日井市立大手小学校 | 春日井市立鷹来中学校 | 尾張学区 |
| 岩野町1丁目 | 全域       | 春日井市立大手小学校 | 春日井市立鷹来中学校 | 尾張学区 |
| 岩野町2丁目 | 全域       | 春日井市立大手小学校 | 春日井市立鷹来中学校 | 尾張学区 |

## 交通
- 愛知県道25号春日井一宮線
- 尾張広域緑道（名古屋市上水道）

## 施設
- 岩野公園
- 吉永動物病院
- いとう内科クリニック

## その他

### 日本郵便
- 郵便番号 : 486-0805[4]（集配局：春日井郵便局[13]）。